# George Estman
George Estman (8 settembre 1922 – 16 settembre 2006) è stato un pistard sudafricano.

## Palmarès

### Olimpiadi
- Argento a Helsinki 1952 nell'inseguimento a squadre.